# Hårlinje
Hårlinje er i typografiske sammenhænge ikke nødvendigvis tykkelsen af et hår, men normalt blot den mindste tilgængelige størrelse i et givet målesystem. Er ofte f.eks. det tyndeste printeren kan udskrive. Er egentlig defineret ved at være et ½ punkt bred.